# Chuông Tự do (Hoa Kỳ)
Chuông Tự do (tên tiếng Anh: Liberty Bell) là một trong những biểu tượng của nền độc lập của Hoa Kỳ. Tọa lạc tại Philadelphia, tiểu bang Pennsylvania, nó rất có thể đã được người ta rung lên để đánh dấu sự kiện đọc bản Tuyên ngôn Độc lập Hoa Kỳ vào ngày 08 tháng 7 năm 1776.
Quả chuông này được đặt mua từ Công ty Lester và Pack (ngày nay là "Whitechapel Bell Foundry") tại Luân Đôn, Anh Quốc vào năm 1752, và được đúc với huyền thoại - một câu thơ từ Sách Lê-vi (25:10) - "công bố tự do trên khắp xứ sở với toàn thể dân chúng sinh sống trên đó". Ban đầu, chuông này bị nứt khi lần đầu tiên sau khi đến Philadelphia, và đã hai lần được đúc lại bởi những người thợ địa phương là John Pass và John Stow, những người có gọi xuất hiện trên chuông. Các chuông treo trong nhiều năm trong gác chuông của Nhà tiểu bang Pennsylvania (ngày nay gọi là Nhà Độc lập), và được sử dụng để triệu tập các nhà lập pháp cho các phiên lập pháp và để cảnh báo công dân đến các cuộc họp công cộng. Sau khi Hoa Kỳ giành độc lập, chuông này đã rơi vào quên lãng một vài năm. Trong những năm 1830, chuông đã được chọn làm biểu tượng của các hội theo chủ trương xoá bỏ chế độ nô lệ, những người gọi nó là chiếc "Chuông Tự do".